# Savogna d'Isonzo
Savogna d'Isonzo (tiếng Slovene: Sovodnje ob Soči) là một đô thị (comune) ở tỉnh Gorizia, vùng tự trị Friuli-Venezia Giulia của Ý. Đô thị Savogna d'Isonzo có diện tích 16,4 km2, dân số thời điểm 31 tháng 5 năm 2005 là 1769 người, phần lớn dân cư là người Slovenia. Thị trấn có cự ly 3 km so với Gorizia, ở biên giới với Slovenia. Thị trấn nằm ở nơi giao nhau của cao nguyên Kras và thung lũng Vipava. 
Savogna d'Isonzo có các đơn vị dân cư sau:
Savogna d'Isonzo giáp với các đô thị: